# بن سلیمان
بن سلیمان (به فرانسوی: Benslimane) یک منطقهٔ مسکونی در مراکش است که در استان بنسلیمان واقع شده‌است. بن سلیمان ۵۷٬۱۰۱ نفر جمعیت دارد و ۲۳۳ متر بالاتر از سطح دریا واقع شده‌است.